# Войно-Оранські
Войно-Оранські (пол. Orański) - дворянський рід.
Польський дворянський рід, руського походження, гербу Костеша, що нині перебуває в російському підданстві. Батьки їх Михно та Андрій Оранські згадуються у метриці Волинській у 1528 р. Гедеон Войно-Оранский був у 1674 р. уніатським єпископом Холмським, а брат його Пахомій, в той же час - єпископом пінським.
Найближчий родоначальник нині існуючого роду, Андрій-Казимир Войно-Оранський, був у 1711 р. підчашим сохачевським. Його нащадки внесені до І частини родовідних книг Вітебської та Мінської губерній.